# 아산 온천리 석불
아산 온천리 석불(牙山 溫泉里 石佛)은 대한민국 충청남도 아산시 온천동, 온양관광호텔에 있는 석불이다. 1984년 5월 17일 충청남도의 문화재자료 제227호로 지정되었다.

## 개요
충청남도 아산시 온양관광호텔에 있는 것으로 1927년 신창면에 파손되어 흩어져 있던 것을 모아서 옮긴 것이다.
전체 높이는 84cm이며 둥근 얼굴에 양 어깨를 감싼 옷을 입고 있다. 두 손은 무언가를 들어 마주 쥐고 가슴 위까지 올리고 있어 스님의 모습으로 보이기도 한다.
전반적인 불상의 형태로 보아 보아 조선 후기의 작품으로 추정된다.

## 참고 문헌
- 온천리석불 - 국가유산청 국가유산포털